# À Réaumur
Pour les articles homonymes, voir Réaumur.
 (décembre 2017).
Si vous disposez d'ouvrages ou d'articles de référence ou si vous connaissez des sites web de qualité traitant du thème abordé ici, merci de compléter l'article en donnant les références utiles à sa vérifiabilité et en les liant à la section « Notes et références ».
« À Réaumur » est un ancien grand magasin de nouveautés, situé dans le 2e arrondissement de Paris, 82 à 96 rue Réaumur.

## Historique
Fondé par Jean-Baptiste Gobert-Martin, commerçant d'origine lorraine, dans une partie de la rue percée en 1894, le grand magasin « À Réaumur » a ouvert ses portes le 17 avril 1897 et a été inauguré par le président Félix Faure. Sa surface de vente initiale de 1 000 m2 a été portée à 2 500 m2 en 1900, et à plus de 6 000 m2 en 1928. Il a été dirigé jusqu'en 1961 par la famille Secordel-Martin.

## Description
Offrant des « articles de grande qualité à des prix attractifs », le magasin confectionnait la plupart de ses articles d'habillement dans ses ateliers de Paris, Lille, Arras et Montluçon. Il possédait, en outre, des succursales à Metz, Nantes (rue La Fayette) et Briey et était représenté dans de nombreux points de vente en France.
Son originalité reposait sur la diffusion avant l'heure de « prêt-à-porter » de qualité et la vente par correspondance, grâce à des catalogues diffusés chaque saison en grand nombre.
Les magasins ont fermé en 1960, mais les bâtiments, dont la construction fut une véritable prouesse technique (la première tranche fut construite en moins de six mois), existent toujours, actuellement reconvertis en commerces et bureaux.

## Accès
Ce site est desservi par la station de métro Réaumur - Sébastopol.